# Gegliedertes Schulsystem

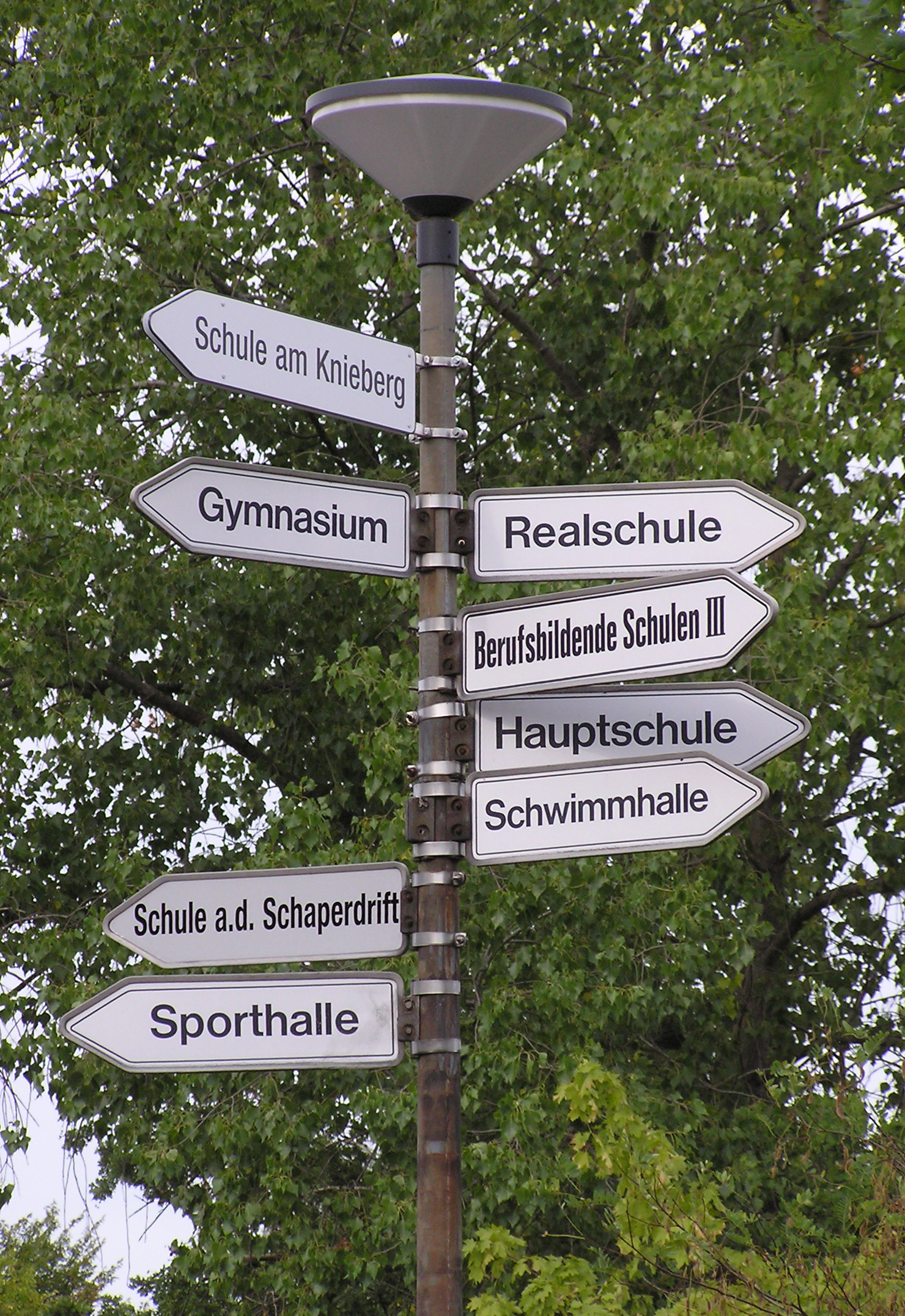
Ein Schulwegweiser in Lüneburg-Oedeme

Als gegliedertes Schulsystem werden Schulsysteme bezeichnet, in denen Schüler in der Sekundarstufe I verschiedene Schulformen besuchen. Die Einheitsschule ist in den anderen Schulsystemen vorhanden.

## Situation in Deutschland

Standard-Bildungsgänge im Bildungssystem der Bundesrepublik Deutschland

Die allgemeinbildenden weiterführenden Schulen in der Bundesrepublik Deutschland sind Teile eines gegliederten Schulsystems. Vor der Einführung der Gesamtschule fasste dieser Begriff die drei im Hamburger Abkommen festgelegten allgemeinbildenden Schulformen der Sekundarstufe I zusammen: Hauptschule, Realschule und Gymnasium. Die Verwendung des Begriffs dreigliedriges Schulsystem ist nicht ganz korrekt. Diese Systematik ist nämlich seit dem Ende der 1960er Jahre sowie seit der Wiedervereinigung Deutschlands in einigen Bundesländern modifiziert worden: Die Einführung der Gesamtschule als Regelschule fügte ein weiteres Glied hinzu, während durch die Sekundar-, Regional-, Regel- oder Mittelschulen zwei Glieder vereinigt wurden. Flächendeckend gibt es in Deutschland neben den Schulen im Sekundarbereich, in die Grundschüler übergehen, auch Sonder- bzw. Förderschulen, die ein zusätzliches „Glied“ im System der Schulen in der Sekundarstufe I darstellen. Deshalb wird auch gelegentlich vom viergliedrigen Schulsystem gesprochen.
Die schulpolitische Diskussion bezüglich einer Veränderung des gegliederten Schulsystems wird immer weniger ideologisch geführt. Zwar fordern einerseits sowohl die SPD, die Grünen, die Linke als auch die Gewerkschaft Erziehung und Wissenschaft (GEW) ein eingliedriges Schulsystem, und andererseits plädieren CDU und Philologenverband (DPhV) für die prinzipielle Beibehaltung des dreigliedrigen Schulsystems unter Vornahme schulforminterner Änderungen, aber unter CDU-geführten Landesregierungen (Schleswig-Holstein und Sachsen) wurde die Gemeinschaftsschule eingeführt, und die CDU-Landesregierung in Hessen hat sich 2007 für die Gesamtschulen als Parallelsystem zum gegliederten Schulsystem im Landtag ausgesprochen. Mehrere Wirtschaftsverbände warnen vor einer zu frühen Sortierung der Kinder wegen der volkswirtschaftlichen Effekte. Die Trennung von Haupt- und Realschulen löst sich zunehmend auf. Faktisch setzt sich in allen 16 Bundesländern das vom Bildungsforscher Klaus Hurrelmann schon in den 1980er Jahren prognostizierte „Zwei-Wege-Modell“ durch, bei dem neben dem Gymnasium die Schulformen Hauptschule, Realschule und Gesamtschule zu einer integrierten Sekundarschule mit eigener Oberstufe verschmolzen werden. Hierdurch haben Eltern nach Abschluss der Grundschule für ihr Kind die Wahl zwischen zwei gleichwertigen Typen von weiterführenden Schulen, die (allerdings auf unterschiedlichen pädagogischen und didaktischen Wegen) zu allen Bildungsabschlüssen führen.

### Historische Entwicklung

#### Vom Mittelalter zur allgemeinen Schulpflicht
Im Mittelalter und in der Renaissance gab es in Mittel- und Westeuropa mit der Elementarschule und der Lateinschule zwei grundständige Schultypen. Während die Elementarschule nur Grundkenntnisse in Lesen, Schreiben und Rechnen vermittelte, bereitete die Lateinschule auf ein Studium oder eine kirchliche Laufbahn vor. Daneben entwickelten sich spezialisierte Schulen wie etwa Rechenschulen. Ein Großteil der Bevölkerung besuchte jedoch keine Schule.
In der Zeit der Aufklärung entwickelte sich aus der Lateinschule, welche im frühen Mittelalter oft an ein Kloster, später auch an eine Universität angeschlossen war, das Gymnasium. Im Jahre 1717 führte Preußen die allgemeine Schulpflicht ein, ohne jedoch flächendeckend Schulen, Lehrer und Schulverwaltung vorzuhalten.

#### Bildungsreformen
Die nächste größere Veränderung waren die Bildungsreformen Wilhelm von Humboldts: Auf seine Konzeption hin entstand das klassische Humanistische Gymnasium, die Elementarschule wurde zur Volksschule mit ausgebildeten Lehrkräften aufgewertet und das Abitur allgemeine Studienvoraussetzung. Entgegen Humboldts Intention war das Gymnasium (eigentlich als auf die Volksschule aufbauend konzipiert) jedoch nur einer Minderheit zugänglich. Daneben etablierte sich als Schulform die Realschule, die Realien wie Naturwissenschaften und moderne Sprachen im Curriculum hatte, auf die klassischen Sprachen jedoch verzichtete und zudem keine Oberstufe besaß. Die Realschule bereitete auf eine mittlere Beamtenlaufbahn oder eine Ingenieurschule vor. Es entwickelten sich zudem Oberrealschulen, die auf technische Studien vorbereiteten, und Realgymnasien.

#### Weimarer Republik und Nationalsozialismus
In der Weimarer Republik wurde nach dem Weimarer Schulkompromiss die Grundschule allgemeinverpflichtend für Kinder aller gesellschaftlichen Schichten. Die speziellen Vorklassen für das Gymnasium und die Mittelschule fielen weg.
Das nationalsozialistische Regime erweiterte das bestehende Schulsystem im Zuge seiner Etablierung in folgender Weise: neben der Volksschule wurde die NS-Hauptschule als gehobene Volksschule in Konkurrenz zur Realschule errichtet. Neben die Gymnasien traten die Nationalpolitischen Erziehungsanstalten (Napola) als höhere politische Kaderschulen. Die Missbilligung der humanistischen Ideale des klassischen Gymnasiums und damit die Zerstörung der humanistischen Bildung durch die Nationalsozialisten wurden in Westdeutschland 1955 als Argument für die Beibehaltung des gegliederten Schulsystems angeführt, in dem das Gymnasium für die höhere Schulbildung eine bildungspolitisch wichtige Stelle einnahm. Die pädagogischen Argumente wurden vom Verbandstag der Philologen (1936) nahtlos übernommen.

#### Nach dem Zweiten Weltkrieg
Nach dem Zweiten Weltkrieg wollten die Alliierten zunächst ein Einheitsschulsystem in Deutschland einführen, da sie ein hierarchisch gegliedertes Schulsystem als mitverantwortlich für die Akzeptanz einer militaristischen und totalitären Herrschaft ansahen. In der Sowjetisch besetzten Zone wurde dies durchgeführt. In den westlichen Besatzungszonen und den Westsektoren Berlins hingegen setzten sich die Kultusminister der neu gegründeten Bundesländer durch und erhielten das aus der Weimarer Republik übernommene dreigliedrige Schulsystem neben der Sonderschule aufrecht. Ähnliches geschah in Österreich (Zweigliedrigkeit).
Seit den 1970er Jahren etablierten sich unterschiedliche Gesamtschultypen parallel zum dreigliedrigen System. Seither spricht man vom gegliederten Schulsystem.

#### Nach der Wiedervereinigung
Nach der Wiedervereinigung wurde von den neuen Ländern die Institution des Gymnasiums aus Westdeutschland trotz des Beschlusses des Runden Tisches (1989) übernommen. Außer in Mecklenburg-Vorpommern entstanden allerdings überall in den östlichen Bundesländern von Anfang an zweigliedrige Schulsysteme.
Durch die PISA-Studien Ende der 1990er und in den 2000er Jahren wurde die soziale Auslesefunktion des gegliederten Systems aufgezeigt. Seitdem gibt es deutliche Kritik von Seiten der OECD, der UNESCO, der UNICEF, der EU-Kommission, der Vereinten Nationen und anderer Institutionen.

### Kritik am deutschen Schulsystem

#### Kritik wegen der fehlenden Berufschancen
Gegner kritisieren, das gegliederte Schulsystem zementiere soziale Ungleichheit. Die mehr oder weniger starre Einteilung von Schülern in mehrere Schularten präge ihre Bildungs- und Berufschancen entscheidend vor, und zwar zu einem viel zu frühen Zeitpunkt (je nach Bundesland nach der vierten bzw. sechsten Klasse). Die Kategorisierung sei dabei weniger von der persönlichen Begabung des Schülers abhängig als von seinem sozioökonomischen Hintergrund, insbesondere vom Elternhaus.
Diese Kritik wird von zahlreichen Studien bestätigt. Die Tendenz ist rückläufig, aber die Unterschiede sind immer noch deutlich ausgeprägt. So haben laut PISA 2006 Jugendliche aus Familien der oberen sozialen Schichten bei gleichem Wissensstand eine 2,7-mal höhere Chance, ein Gymnasium zu besuchen, als Kinder eines Facharbeiters (Auswertung der PISA-Studien: Einfluss des sozialen Hintergrunds).
Die Langzeitstudie LIFE (Lebensverläufe von der späten Kindheit bis ins frühe Erwachsenenalter) von Helmut Fend kam hingegen zu dem Schluss, dass Arbeiterkinder, die eine hessische Gesamtschule besucht haben, in ihrer späteren Berufsposition nicht besser positioniert sind als Arbeiterkinder innerhalb des gegliederten Schulsystems: „Solange die Schule intern agieren kann, also die Kinder und Jugendlichen beisammenhat und sie nach Leistungen gruppiert, kann sie die soziale Selektivität durchaus reduzieren. Wenn es um die weiteren Bildungsstufen geht, um die risikobehafteten Entscheidungen beim Schulabschluss, bei der Ausbildung und bei den Berufslaufbahnen, dann verliert sich dieser schulische Einfluss, und die familiären Ressourcen in der Gestaltung der Entscheidungen treten in den Vordergrund.“

#### Kritik wegen der mangelnden Förderung der Intelligenz
Das Max-Planck-Institut für Bildungsforschung interessierte sich für die Frage, ob die besuchte Schulform einen Einfluss auf die Entwicklung der Intelligenz hat. Es konnten starke Effekte nachgewiesen werden: Bei Kontrolle der Ausgangsleistung im Intelligenztest in Jahrgangsstufe sieben konnten die Schüler, die das Gymnasium besuchten, ihre Intelligenzleistung bis zur neunten Jahrgangsstufe um 11,39 Punkte mehr steigern als die Schüler, welche die Realschule besuchten. Kritiker sehen dies als Beleg dafür, dass die Schüler auf den niedrigeren Schulformen schlechtere Entwicklungschancen haben.

#### Kritik wegen der mangelnden Förderung der Fertigkeiten
Beklagt wird ferner, dass das dreigliedrige Schulsystem nicht genügend auf anspruchsvolle Berufe beispielsweise im handwerklichen Bereich vorbereite. Es wird als besonders schlimm angesehen, dass die Hauptschulen nicht mehr in der Lage seien, mit den steigenden Qualifikationsanforderungen im Handwerk mitzuhalten. 39 Prozent der Hauptschüler erreichen nur die Basiskompetenzen; sie können also nur so viel wie ein Grundschüler. So müssten im Handwerk viele Ausbildungsplätze unbesetzt bleiben, weil die jungen Menschen nicht mehr die erforderlichen Qualifikationen mitbringen würden. Besonders würde es an mathematischen und technischen Fähigkeiten mangeln. Dadurch sei die wirtschaftliche Prosperität von ganzen Branchen in Gefahr. Gefordert wird daher eine neunjährige Basisschule für alle.
Bei PISA konnte gezeigt werden, dass der Erwerb von Fertigkeiten stark von zwei Dingen abhängt, nämlich von der sozialen Herkunft und von der besuchten Schulform. Es zeigte sich, dass auf der Hauptschule die Kinder am wenigsten Fähigkeiten erlernen. Außerdem konnte bewiesen werden, dass Mittelschichtskinder auf der Hauptschule (wie auch auf allen anderen Schulformen) weit mehr lernten als Unterschichtskinder, wobei der Effekt am Gymnasium am wenigsten stark ausgeprägt ist. Doch zeigte sich die Gesamtschule nicht so erfolgreich: Der Erwerb von Fähigkeiten hängt auf der Gesamtschule ganz besonders stark von der sozialen Herkunft ab. Diese liegt im Vergleich sowohl zur Realschule als auch zum Gymnasium zurück. Die Tabelle zeigt dies beispielhaft für die mathematischen Kompetenzen.
| PISA-Testleistung (gemessen in „Kompetenzpunkten“)                                                                 | PISA-Testleistung (gemessen in „Kompetenzpunkten“) | PISA-Testleistung (gemessen in „Kompetenzpunkten“) | PISA-Testleistung (gemessen in „Kompetenzpunkten“) | PISA-Testleistung (gemessen in „Kompetenzpunkten“) |
| Schulform | Sehr „niedrige“ soziale Herkunft                   | „Niedrige“ soziale Herkunft                        | „Hohe“ soziale Herkunft                            | Sehr „hohe“ soziale Herkunft                       |
| --- | -------------------------------------------------- | -------------------------------------------------- | -------------------------------------------------- | -------------------------------------------------- |
| Hauptschule | 400                                                | 429                                                | 436                                                | 450                                                |
| Integrierte Gesamtschule                                                                                           | 438                                                | 469                                                | 489                                                | 515                                                |
| Realschule | 482                                                | 504                                                | 528                                                | 526                                                |
| Gymnasium | 578                                                | 581                                                | 587                                                | 602                                                |
| PISA 2003 – Der Bildungsstand der Jugendlichen in Deutschland – Ergebnisse des zweiten internationalen Vergleiches |                                                    |                                                    |                                                    |                                                    |

Von Anhängern des gegliederten Schulsystems wird gegen die Kritik vorgebracht, dass verkannt werde, dass es keinerlei empirischen Beweis dafür gebe, dass das längere gemeinsame Lernen oder gar die Einheitsschule für alle höhere Lernerfolge erbrächten. Es sei eine Tatsache, dass homogene Lerngruppen die höchsten Erfolge erzielen. Es sei „unlogisch“, dass in Zukunft schlechte und lernunwillige Schüler, die auf die Hauptschule gehörten, durch gemeinsamen Unterricht mit anderen intelligenter, lern- und leistungsbereiter werden sollen. In der Diskussion um die Einheitsschule kämen zudem die Begabten, die „Normalen“, die Lernwilligen zu kurz. Das traditionelle Gymnasium sei eine der besten und effizientesten Schulformen der Welt. Die Förderung der Institution Hauptschule sorge für Durchlässigkeit im Bildungssystem, das sei der Weg der Zukunft.

### Reformen der Sekundarstufe
Saarland

Bundesländer mit teilintegrativen Gesamtschulen (ohne gymnasialen Zweig)

Das Saarland besitzt ein gegliedertes Schulsystem aus Erweiterter Realschule und Gymnasium. Die Erweiterte Realschule ersetzt die früheren Schulformen Hauptschule und Realschule und Gesamtschule. Zwischendurch gab es noch einen Modellversuch mit der Sekundarschule, der jedoch wieder auslief.
Hamburg
Ein Vorschlag in Hamburg zu dem Thema ist die Umsetzung eines Zwei-Säulen-Modells, Stadtteilschule und Gymnasium nebeneinander, das zum 1. August 2010 eingeführt wurde.
Danach bieten jetzt Stadtteilschulen alle Schulabschlüsse bis hin zum Abitur nach dreizehn Jahren an. Das Gymnasium führt bereits nach zwölf Jahren zur Hochschulreife. Welches Kind in welche Schule geht, wird wie bisher zunächst vorläufig nach der vierten, endgültig dann nach der sechsten Jahrgangsstufe entschieden. Das eine Jahr Unterschied zum Erreichen des Abiturs lässt sich vergleichen mit dem Verkürzen einer Ausbildung um ein halbes Jahr: Es führt zum gleichen Ziel, ist aber etwas schwieriger.
Rheinland-Pfalz
In Rheinland-Pfalz wurde bereits 1997 die Regionale Schule zur Regelschule. Diese umfasst einen Hauptschul- und einen Realschulzweig. Zu Beginn des Schuljahres 2009/10 begann die Umstrukturierung auf die neue Realschule plus. Der Prozess ist mittlerweile abgeschlossen. Rheinland-Pfalz hat damit die Hauptschule abgeschafft und ein zweigliedriges Schulsystem etabliert. Daneben wird der Ausbau von Integrativen Gesamtschulen gefördert.
Niedersachsen
Seit dem Schuljahr 2011/2012 gibt es in Niedersachsen neben Real- und Hauptschulen die Oberschule. Vorerst werden aber nicht alle Real- und Hauptschulen zu Oberschulen zusammengefasst.
Weitere Bundesländer
- Weitere Reformen der Sekundarstufen gibt es in Bremen, Mecklenburg-Vorpommern, Schleswig-Holstein und Niedersachsen.
- Die Schulsysteme in Berlin, Brandenburg, Bremen, Sachsen, Sachsen-Anhalt, Saarland, Hamburg, Rheinland-Pfalz, Schleswig-Holstein, Mecklenburg-Vorpommern und Thüringen sind zweigliedrig aufgebaut.
- Die Bundesländer Baden-Württemberg, Bayern, Hessen und Nordrhein-Westfalen halten vorerst am dreigliedrigen System fest, wobei Nordrhein-Westfalen mit der Sekundarschule langfristig nach Veränderung strebt.[10]
- In Bayern werden Hauptschulen mit dem Angebot der Mittleren Reife nun als Mittelschulen bezeichnet.

## Situation in Österreich

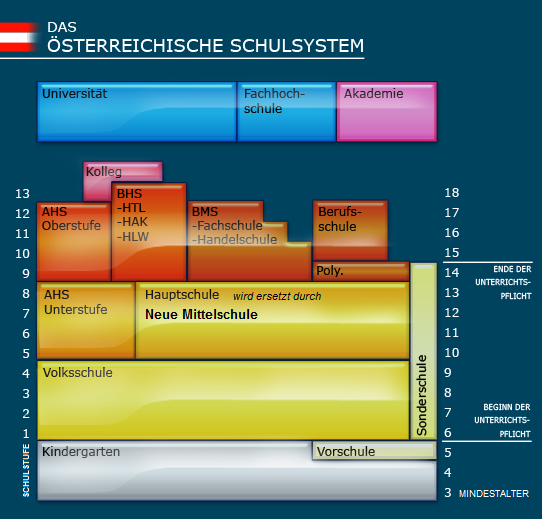
Das österreichische Bildungssystem

Österreich hat, ebenso wie Deutschland, als eines der wenigen Länder in Europa ein gegliedertes Schulsystem ab der fünften Schulstufe. Nach dem Abschluss der Volksschule besuchen Schüler in Österreich entweder die Unterstufe einer allgemein bildenden höheren Schule (AHS), d. h. eines Gymnasiums oder Realgymnasiums, oder eine Mittelschule (bis 2016 auslaufend: Hauptschule, bis 2020 Neue Mittelschule). Die Wahl des Schultyps soll nach bisherigem Schulerfolg und Begabung erfolgen; unabhängig davon spielen aber die soziale Stellung der Familie und die Wünsche der Eltern und Lehrer eine große Rolle. In den größeren Städten besucht ein bedeutend höherer Anteil eines Jahrgangs eine AHS als im ländlichen Raum.

## Situation außerhalb des geschlossenen deutschsprachigen Raumes
Auch in anderen Ländern gibt es gegliederte Schulsysteme. Allerdings sind Deutschland und Österreich inzwischen die einzigen Länder weltweit, in denen die Mehrheit der Schulkinder nach der vierten Klasse auf getrennte weiterführende Schulen übergeht, nachdem in der Schweiz und in Liechtenstein nach 2000 für die Mehrheit der Schulkinder der Übergangszeitpunkt vom Eintritt in die fünfte auf den in die siebente Klasse verlegt worden ist. Dieser Vorgang soll bis zum Schuljahr 2015/2016 abgeschlossen sein.
Gegliederte Schulsysteme ab der siebenten Klasse gibt es in Belgien, Großbritannien, Irland, Liechtenstein, Luxemburg, Mexiko und in der Schweiz; ab der achten Klasse in den Niederlanden; ab der neunten Klasse in Italien, Polen, Portugal, Russland, Tschechien und Ungarn; ab der zehnten Klasse in Frankreich.